# Politiche di coesione
Le politiche di coesione sono una tipologia particolare di politiche economiche e comprendono tutti i programmi di investimento diretti a finanziare progetti che hanno lo scopo di ridurre le differenze territoriali e sociali per "cambiare in meglio" il contesto in cui vivono le persone. Agiscono soprattutto in quei contesti in cui le politiche ordinarie non possono o non riescono ad essere efficaci. 
Spesso identificate nella politica regionale dell'Unione europea, nel corso degli anni hanno assunto una dimensione più ampia fino a diventare un esempio significativo di applicazione delle teorie economiche dello sviluppo. 

## Scopo
L'obiettivo fondamentale è quello di rafforzare la coesione a livello economico, sociale e territoriale tra le Regioni dell'Unione Europea, riducendo il divario tra i diversi livelli di sviluppo e promuovendo quindi, a livello nazionale ed europeo, uno sviluppo armonioso.
L'intenzionalità dell'obiettivo territoriale caratterizza le politiche di coesione e le rende distinguibili nel contesto generale delle politiche economiche. Tutti i territori regionali devono raggiungere prefissati livelli di competitività per offrire le medesime opportunità di sviluppo, a partire proprio da quei territori che presentano squilibri economico-sociali più rilevanti. Le risorse vengono dunque impiegate affinché il divario si riduca, valorizzando le specificità dei diversi territori per avvicinare i livelli di sviluppo.
L'emergenza Covid-19 ha impresso un'ulteriore accelerazione, e le politiche di coesione diventano la modalità di risposta dell'Unione europea alla crisi economica indotta dalla pandemia

## Fonti normative
Le politiche di coesione trovano fondamento in normative comunitarie e nazionali. 
A livello europeo, la fonte normativa fondamentale può essere individuata nel Trattato di Lisbona sul funzionamento dell'UE in vigore da dicembre 2009, con specifico riferimento all'art. 174 che sancisce la volontà dell'Unione di "ridurre il divario tra i livelli di sviluppo delle varie regioni ed il ritardo delle regioni meno favorite."
Il rafforzamento della coesione territoriale, economica e sociale è una delle priorità dell'UE. I provvedimenti in materia di politica di coesione partono da una proposta della Commissione europea che viene poi analizzata e approvata secondo la procedura legislativa ordinaria, in cui il Parlamento europeo opera in posizione paritaria rispetto al Consiglio dei ministri dell'UE.
Le norme comunitarie, seppure molto recenti, mostrano completa coerenza con i principi fondamentali sanciti dalla Costituzione italiana; in particolare danno specifica attuazione ai seguenti articoli:
- art. 3 Cost., comma 2, in quanto coerenti con il principio di uguaglianza sostanziale
- art. 5 Cost., in quanto applicazione del principio di autonomia territoriale e decentramento amministrativo
- art. 119 Cost., laddove si definiscono le fonti di finanziamento per le Regioni.

La normativa si definisce, a livello operativo, tramite l'Accordo di Partenariato con la Commissione Europea del 29 ottobre 2014 a cui ha fatto seguito la Decisione di esecuzione dell'8 febbraio 2018

## Fonti di finanziamento
Le politiche di coesione sono caratterizzate dal principio di addizionalità delle risorse. Infatti ai fondi comunitari stanziati nell'apposito Fondo europeo di sviluppo regionale, si devono necessariamente aggiungere fondi strutturali nazionali e regionali in una logica di cofinanziamento.
Le risorse vengono stanziate per programmi della durata di sette anni. Il programma 2014-2020 prevede finanziamenti pari 46,4 miliardi provenienti da Fondi europei (di molto superiori rispetto ai 27,9 miliardi di euro previsti per il programma 2007-2013), ai quali si aggiungono altri 68,8 miliardi del Fondo nazionale di Sviluppo e Coesione (di cui l'80% destinato alle aree del Mezzogiorno) e altre risorse nazionali per il cofinanziamento e per programmi complementari che elevano le fonti di finanziamento ad un valore complessivo intorno ai 140 miliardi di euro. 
In generale, le risorse provengono principalmente dai seguenti fondi:
- Fondo di Sviluppo regionale, per il finanziamento di progetti in ricerca e innovazione, economia digitale, competitività delle PMI, economia verde
- Fondo Sociale Europeo, per aiutare i cittadini a realizzarsi in ambito lavorativo e personale, migliorando il proprio livello di istruzione e di qualità della vita
- Fondo di coesione, applicato alle regioni in cui il Pil è inferiore al 90% del Pil medio dell'Unione europea.

## Attori
La politica di coesione rientra nel quadro più generale della politica economica ed è perciò di competenza dei Governi, seppure con le differenziazioni legate alle diverse forme di governo.
Tuttavia, dato il contesto in cui si attua, non può prescindere da una attiva collaborazione tra la Commissione Europea e i Governi dei singoli stati membri, esplicitata negli Accordi di Partenariato che definiscono il Quadro Strategico Comune (QSG). Il QSG contiene infatti la guida alla programmazione e al coordinamento settoriale e territoriale dei singoli interventi finanziati dai Fondi di Sviluppo e Investimento europei e dal Fondo di coesione. 
In Italia, nella fase di progettazione, intervengono in modo specifico i seguenti organi o enti:
- il Governo, in quanto responsabile delle scelte di politica economica in generale
- l'Agenzia per la coesione territoriale, che, in qualità di Agenzia pubblica sottoposta alla diretta sorveglianza del Presidente del Consiglio dei Ministri, deve proporre i piani operativi e favorire la cooperazione tra i diversi soggetti coinvolti rafforzando l'efficienza della Pubblica Amministrazione
- il Ministro per il Sud e la Coesione territoriale (in quanto delegato dal Presidente del Consiglio dei Ministri), che deve monitorare la realizzazione dei programmi nel rispetto dei tempi, degli obiettivi e delle modalità prefissate; nei casi più gravi di ritardo e inadempienza, può sostituirsi all'ente incaricato della realizzazione anche tramite la nomina di un commissario straordinario.
- il Dipartimento per le politiche di coesione, a supporto del Presidente del Consiglio dei Ministri per assicurare la raccolta di dati in fase di progettazione e monitoraggio e la valutazione a posteriori degli interventi, ma soprattutto per favorire il raccordo con gli enti comunitari di riferimento
- la Cabina di regia, istituita nel 2015, al fine di assicurare il raccordo con le Amministrazioni interessate, le Regioni e le Province autonome
- l'Ispettorato Generale per i Rapporti finanziari con l'UE (IGRUE), che su disposizione della legge di stabilità del 2015, è l'unico centro contabile di gestione di tutte le risorse destinate alle politiche di coesione

La fase di esecuzione si avvale invece dell'Autorità di Gestione, incaricata della realizzazione del singolo piano operativo e dell'Autorità di Certificazione, incaricata di predisporre la rendicontazione per ottenere il pagamento dalla Commissione Europea.

## Ambiti di intervento
La politica di coesione investe nelle regioni in modo via via più intenso se si tratta di regioni più sviluppate, in transizione e meno sviluppate. Pur assegnando i fondi in base al PIL pro-capite, il nuovo programma per il periodo 2021-2027 intende considerare anche altri dati, quali la disoccupazione giovanile, il basso livello di istruzione, i cambiamenti climatici e l'accoglienza e integrazione dei migranti. Da questo si può comprendere la vastità degli ambiti di intervento: i progetti finanziati spaziano dal mercato digitale al mercato del lavoro, dallo sviluppo delle aree urbane al sostegno alle aree interne tramite una competizione territoriale sostenibile, dalla Bioeconomia all'agrifood. 
In particolare, nel nuovo periodo 2021-2027, si vuole realizzare un'Europa più "intelligente, più verde, più connessa, più sociale, più vicina ai cittadini". 
Diventano quindi prioritari:
- gli investimenti a favore dell'innovazione e della digitalizzazione anche a sostegno delle Piccole e medie imprese
- i progetti diretti a contrastare il cambiamento climatico attraverso modelli di produzione sostenibili e scelte energetiche basate sulle fonti rinnovabili
- lo sviluppo di reti di trasporto e digitali
- il rafforzamento dei diritti sociali all'istruzione, alla salute, al lavoro tramite interventi a favore dell'equo accesso all'istruzione di qualità e alla sanità, nonché a sostegno dell'occupazione e dello sviluppo di competenze professionali.

## Strumenti
Sotto il profilo giuridico, la politica di coesione si basa sui seguenti strumenti:
- l'Accordo di Partenariato: si definiscono le modalità dei Programmi Operativi connessi ai diversi Fondi della politica di coesione; talvolta i Programmi Operativi sono affiancati da programmi complementari (il cosiddetto "cofinanziamento nazionale")
- i Contratti Istituzionali di Sviluppo
- i Patti per lo Sviluppo
- l'Accordo di Programma Quadro (APQ)

Dal punto di vista della politica economica, i fondi vengono erogati a fronte di determinate categorie di spesa o di obiettivi da raggiungere o di settori di intervento; l'aspetto che accomuna i diversi interventi è riconducibile ad un aumento della Spesa pubblica, soprattutto in investimento. Si tratta quindi di interventi coerenti con una politica fiscale espansiva.

## Dati statistici e monitoraggio
La politica di coesione è un settore in cui sono disponibili Open data. In particolare, in Italia, esiste il portale web Open Coesione dove è possibile accedere a molte informazioni disponibili negli archivi della Pubblica Amministrazione relativi ai progetti finanziati, agli obiettivi perseguiti, ai soggetti finanziatori, programmatori, esecutori nonché allo stato di avanzamento dei lavori. 